# Містер Олімпія 1995
Містер Олімпія 1995 — одне з найбільш значущих міжнародних змагань з культуризму, що пройшло під егідою Міжнародної федерації бодібілдингу (англ. International Federation of Bodybuilding, IFBB) 10 вересня 1995 року в Атланті, США. Переможець Доріан Єйтс — четвертий титул.

## Результати
Загальна сума призових склала $275,000.
| Місце | Приз    | Ім'я                            |  |
| ----- | ------- | ------------------------------- |  |
| 1     | $90,000 | Велика Британія Доріан Єйтс     |  |
| 2     | $50,000 | США Кевін Леврон                |  |
| 3     | $30,000 | Югославія Нассер Ель Сонбаті    |  |
| 4     | $25,000 | США Шон Рей                     |  |
| 5     | $15,000 | США Вінс Тейлор                 |  |
| 6     | $12,000 | США Кріс Корм'є                 |  |
| 7     | $8,000  | США Майк Франсуа                |  |
| 8     | $7,000  | США Флекс Вілер                 |  |
| 9     | $6,000  | США Аарон Бейкер                |  |
| 10    | $5,000  | США Чарльз Клермонте            |  |
| 11    |         | США Ронні Коулмен               |  |
| 12    |         | США Пол Де Майо                 |  |
| 13    |         | Австралія Сонні Шмідт           |  |
| 14    |         | Велика Британія Ian Harrison    |  |
| 15    |         | Тринідад і Тобаго Даррем Чарльз |  |
| 15    |         | Чехія Павол Яблоницький         |  |

## Визначні події
- Доріан Єйтс виграв свій четвертий поспіль титул Містер Олімпія.